# Meloe cicatricosus
Meloe cicatricosus is een keversoort uit de familie van oliekevers (Meloidae). De wetenschappelijke naam van de soort is voor het eerst geldig gepubliceerd in 1815 door Leach.